# نانسی شرایبر
نانسی شرایبر (انگلیسی: Nancy Schreiber؛ زادهٔ ۲۷ ژوئن ۱۹۴۹) فیلم‌بردار اهل ایالات متحده آمریکا است.

## فیلم‌شناسی
| سال  | نام                       | نقش                        |
| ---- | ------------------------- | -------------------------- |
| ۱۹۹۲ | Chain of Desire           | مدیر فیلم‌برداری            |
| ۱۹۹۵ | پستوی سلولوئید            | مدیر فیلم‌برداری            |
| ۱۹۹۸ | دوستان و همسایگانت        | مدیر فیلم‌برداری            |
| ۱۹۹۸ | Thicker Than Blood        | مدیر فیلم‌برداری            |
| ۲۰۰۰ | کتاب سایه‌ها: جادوگر بلر ۲ | مدیر فیلم‌برداری            |
| ۲۰۰۱ | دنیای روح                 | Additional Photographer    |
| ۲۰۰۴ | نوامبر                    | مدیر فیلم‌برداری            |
| ۲۰۰۶ | Cinematographer Style     | خودش                       |
| ۲۰۰۶ | Shut Up & Sing            | Additional Cinematographer |
| ۲۰۰۷ | The Nines                 | مدیر فیلم‌برداری            |
| ۲۰۰۸ | A Beautiful Life          | مدیر فیلم‌برداری            |
| ۲۰۱۹ | Mapplethorpe              | مدیر فیلم‌برداری            |